# Boris Lwowitsch Chawkin
Boris Lwowitsch Chawkin (russisch Борис Львович Хавкин; * 1954 in Moskau) ist ein russischer Politikwissenschaftler und Historiker.

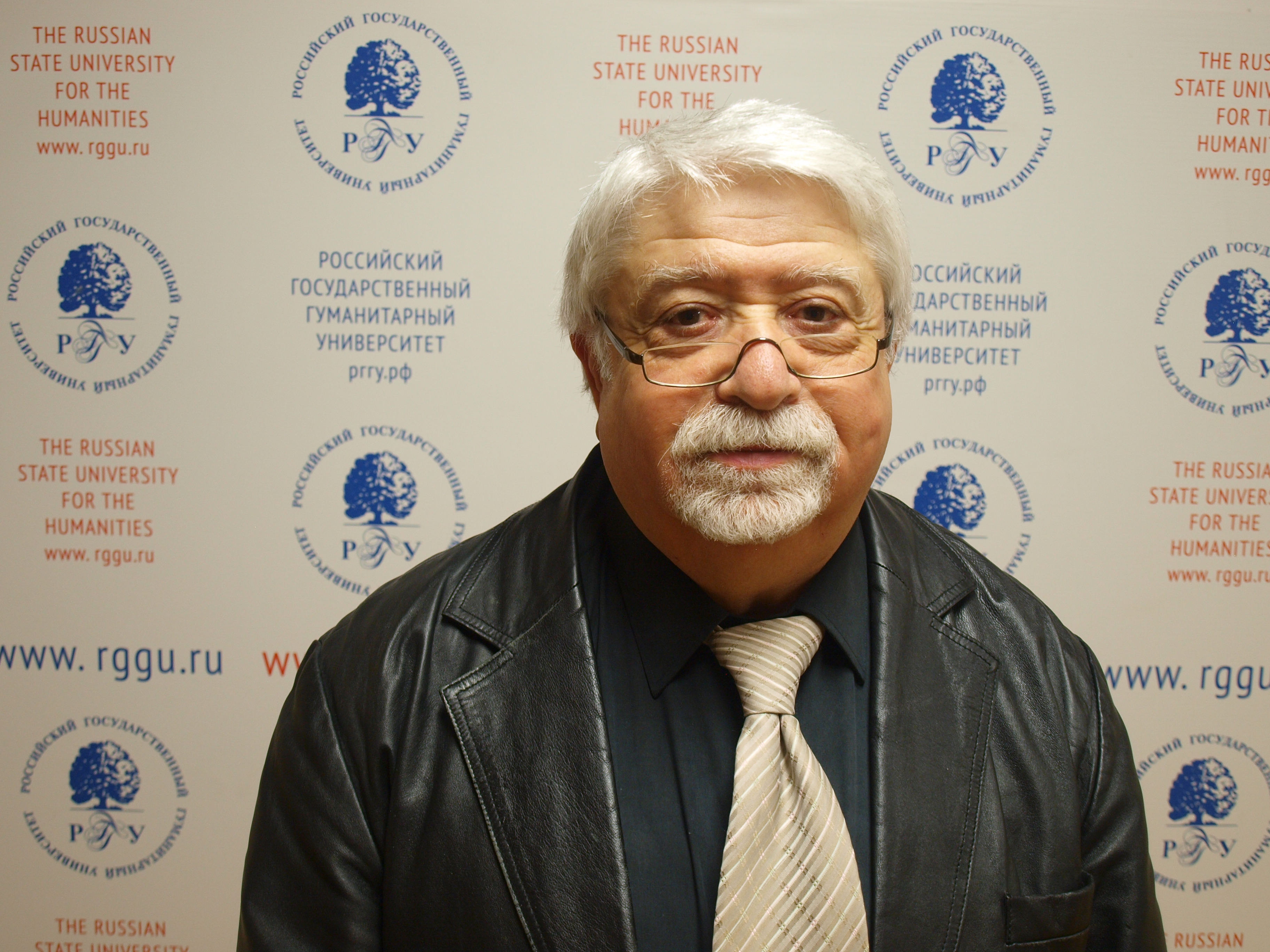
Boris Chawkin

Chawkin lehrt an der Russischen Staatlichen Geisteswissenschaftlichen Universität (RGGU) in Moskau. Er ist Mitherausgeber der Zeitschrift der Russischen Akademie der Wissenschaften „Nowaja i nowejschaja istorija“.

## Deutschsprachige Veröffentlichungen
- Boris Chavkin: Verflechtungen der deutschen und russischen Zeitgeschichte. Aufsätze und Archivfunde zu den Beziehungen Deutschlands und der Sowjetunion von 1917 bis 1991. ISBN 3-89821-756-6
- Boris L. Chavkin: Die deutschen Kriegsgefangenen in der Sowjetunion 1941-1955
- Boris Chavkin: Die Ermordung des Grafen Mirbach
- Boris Chavkin: Alexander Parvus. Financier der Weltrevolution